# Daniel Sordo
Daniel „Dani” Sordo Castillo (ur. 2 maja 1983 w Torrelavedze) – hiszpański kierowca rajdowy. Od sezonu 2014 jest członkiem zespołu Hyundai World Rally Team i startuje w rajdowych mistrzostwach świata samochodem Hyundai i20 Coupe WRC. Jego pilotem jest rodak Carlos del Barrio.
Swoją karierę sportową Sordo rozpoczął wieku 12 lat, gdy startował w motocrossie. W październiku 2003 roku zadebiutował w rajdowych mistrzostwach świata jadąc samochodem Mitsubishi Lancer Evo VII. W debiucie zajął 18. miejsce w Rajdzie Katalonii. W 2005 roku brał udział w Junior World Rally Championship i w 2005 roku wywalczył mistrzostwo świata w tej serii. W 2006 roku przeszedł do teamu Kronos Total Citroën WRT. W marcu 2006 podczas Rajdu Katalonii po raz pierwszy w karierze stanął na podium w rajdzie mistrzostw świata. Zajął wówczas drugie miejsce. W 2007 roku został członkiem fabrycznego zespołu Citroëna. W latach 2008 i 2009 zajmował trzecie miejsce w klasyfikacji generalnej mistrzostw świata. W 2011 roku podpisał kontrakt z zespołem Mini WRC Team i w sezonie 2011 startował samochodem Mini John Cooper Works WRC.

## Kariera

### Początki kariery

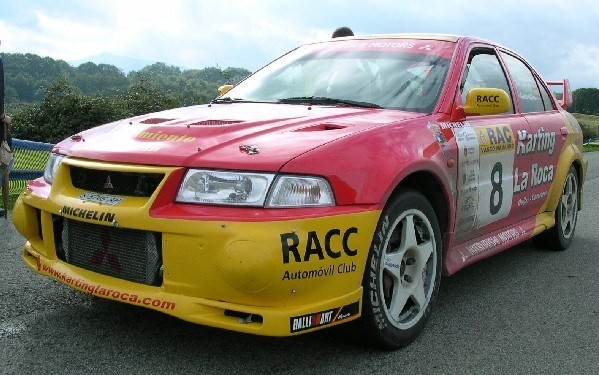
Daniel Sordo w Mitsubishi Lancerze w 2003 roku.

Sordo urodził się w Kantabrii, w mieście Torrelavega. Swoją karierę ze sportami motorowymi rozpoczął w wieku 12 lat, gdy rozpoczął starty w zawodach motocrossowych w klasie 80 cm³. W 1996 roku wystartował w zawodach regionalnych. W wieku 14 lat startował w kartingach, a w 1998 roku wystąpił w kartingowych regionalnych mistrzostwach kadetów. W 1999 roku startował w mistrzostwach Kantabrii w wyścigach samochodów turystycznych. W 2000 roku wywalczył w nich mistrzostwo serii Cantabria de Montaña wygrywając w sezonie cztery wyścigi.
W 2001 roku Sordo przesiadł się do samochodu rajdowego. Swój debiut w rajdach zaliczył w lokalnym Rally Ciudad de Torrelavega. Startując Mitsubishi Lancerem Evo VI wygrał ten rajd. Zarówno w 2001, jak i 2002 roku startował w rajdach o mistrzostwo Kantabrii. W 2002 roku zadebiutował też w rajdowych mistrzostwach Hiszpanii, w Rally Ayuntamiento de Santander-Cantabria.
W październiku 2003 roku Sordo zadebiutował w mistrzostwach świata. Wystartował Mitsubishi Lancerem Evo VII z pilotem Juanem Antonio Castillo w Rajdzie Hiszpanii. Zajął w nim osiemnastą pozycję oraz drugą w grupie N. W tym samym roku wywalczył rajdowe mistrzostwo Hiszpanii juniorów, a sukces ten powtórzył także rok później. W sezonie 2004 Sordo wystartował wraz z pilotem Carlosem del Barrio w czterech rajdach mistrzostw świata. Nie ukończył Rajdu Argentyny oraz zajął: dziewiętnaste miejsce w Rajdzie Niemiec (piąte w grupie N), trzynaste w Rajdzie Francji (drugie w grupie N) oraz dwudzieste w Rajdzie Katalonii (startował w nim nowym samochodem, Citroënem C2 S1600).

### 2005: Junior WRC
Przed rozpoczęciem sezonu 2005 nowym pilotem Sordo został Marc Martí. Sordo nawiązał kontakt z Martím, dzięki wsparciu byłego hiszpańskiego rajdowca i mistrza świata, Carlosa Sainza, którego Martí był pilotem w latach 2002-2005. W sezonie 2005 Sordo wystartował Citroënem C2 S1600 w serii Junior World Rally Championship. Swój debiut w niej zaliczył w styczniu, w Rajdzie Monte Carlo. Zajął w nim piętnastą lokatę oraz czwartą w Junior WRC. Na przełomie kwietnia i maja po raz drugi w sezonie wystartował w mistrzostwach świata. W klasyfikacji generalnej Rajdu Włoch, który odbywał się na Sardynii był siedemnasty. W serii Junior WRC odniósł pierwsze zwycięstwo plasując się przed Estończykiem Urmo Aavą i Brytyjczykiem Krisem Meeke. Kolejnego rajdu, Rajdu Grecji, Sordo nie ukończył z powodu awarii wału napędowego. W dwóch kolejnych startach w JWRC Sordo odniósł zwycięstwa. W Rajdzie Finlandii wygrał plasując się w klasyfikacji rajdu przed Urmo Aavą i Guyem Wilksem, a Rajd Niemiec ukończył przed Krisem Meeke i Wilksem. W dwóch ostatnich rajdach Junior WRC Sordo także stawał na podium. W Rajdzie Korsyki był drugi. Przegrał jedynie z Mirco Baldaccim. Z kolei w rodzimym Rajdzie Hiszpanii odniósł zwycięstwo, czwarte w sezonie w Junior WRC. Zdobył 53 punkty w sezonie, o 18 więcej niż drugi Guy Wilks i wywalczył mistrzostwo Junior WRC.
W 2005 roku oprócz mistrzostw świata Sordo startował także jednocześnie w mistrzostwach Hiszpanii. Zwyciężył w nich w pięciu rajdach: Rallye Cantabria Infinita, Rallye Rías Bajas, Rallye de Ferrol, Rallye Villa de Llanes i Rallye Príncipe de Asturias, a w trzech (Rallye Villajoyosa, Rallye Canarias i Rallye Avilés) zajmował drugą pozycję. Dzięki tym wynikom wywalczył tytuł rajdowego mistrza Hiszpanii.

### 2006: Kronos Total Citroën WRT

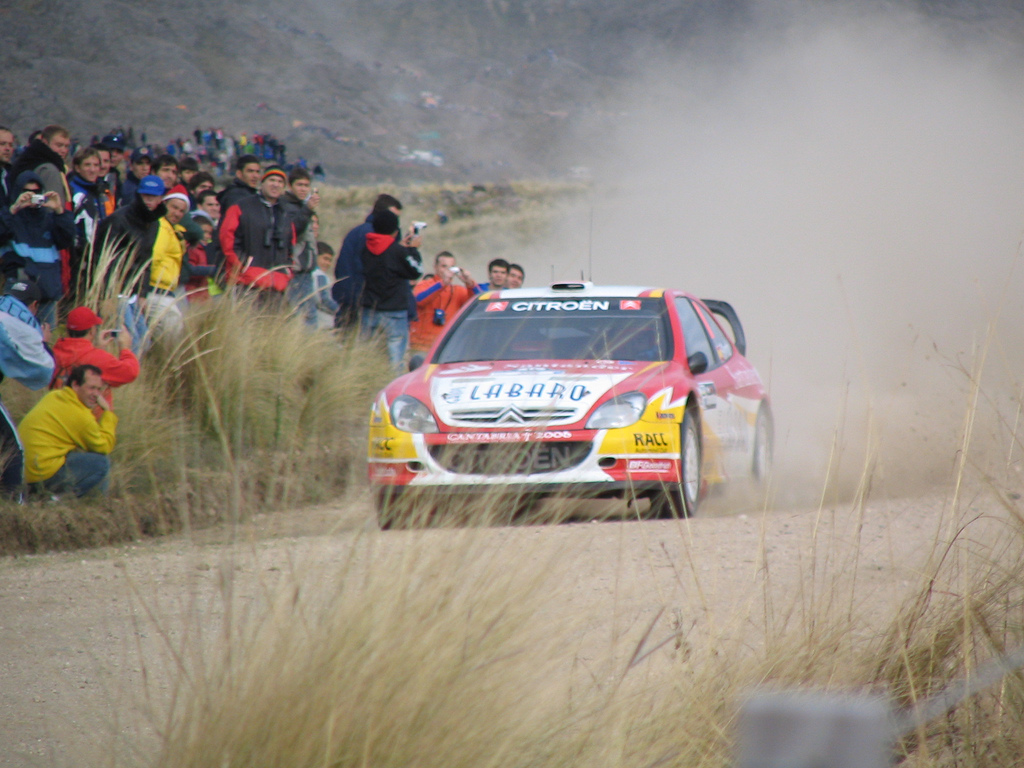
Daniel Sordo w barwach Kronos Total Citroën WRT na trasie Rajdu Argentyny 2006.

W 2006 roku Sordo został członkiem zespołu Kronos Total Citroën WRT. Stał się tam trzecim kierowcą po Francuzie Sébastienie Loebie oraz rodaku Xavierze Ponsie. Podpisał kontrakt na starty samochodem Citroën Xsara WRC w całym cyklu sezonu 2006. W zespole Kronosa Sordo zadebiutował w styczniowym Rajdzie Monte Carlo. Zajął w nim ósmą pozycję w klasyfikacji generalnej i tym samym zdobył swój pierwszy punkt w karierze w mistrzostwach świata. W marcowym Rajdzie Meksyku był czwarty. W marcu 2006 Sordo wystartował w swojej ojczyźnie, w Rajdzie Hiszpanii. Dziesiąty odcinek specjalny Duesaigues 2 był pierwszym wygranym odcinkiem specjalnym w karierze Hiszpana. Od piątego odcinka specjalnego zajmował on drugie miejsce klasyfikacji generalnej i dojechał na niej do mety rajdu za Sébastienem Loebem. Stanął tym samym po raz pierwszy w karierze na podium w mistrzostwach świata. W kwietniowym Rajdzie Korsyki Sordo znów stanął na podium. Tym razem zajął trzecie miejsce, za Loebem oraz Finem Marcusem Grönholmem. W Rajdzie Argentyny był piąty, a w Rajdzie Włoch dojechał do mety na trzeciej pozycji przegrywając jedynie z Loebem i Mikko Hirvonenem. W dwóch kolejnych Sordo także zdobywał punkty. Po zajęciu szóstego miejsca w Rajdzie Grecji ukończył Rajd Niemiec na drugiej lokacie. W Rajdzie Niemiec zwyciężył na pięciu odcinkach specjalnych, jednak w klasyfikacji generalnej przyjechał 33,8 sekundy za Sébastienem Loebem. Przed niemieckim rajdem został nominowany drugim kierowcą zespołu, a dotychczasowy drugi kierowca zespołu Kronosa Pons stał się trzecim kierowcą. Sierpniowego Rajdu Finlandii Sordo nie ukończył. Na czternastym odcinku specjalnym wypadł z trasy i uszkodził samochód. Był to pierwszy wypadek Hiszpana za czasów startów autem WRC. We wrześniowym Rajdzie Japonii Sordo przyjechał do mety na siódmej pozycji, jednak po zawodach został zdyskwalifikowany za źle zapięte pasy bezpieczeństwa. Pod koniec września Sordo ponownie uległ wypadkowi. W Rajdzie Cypru wypadł z trasy na 21. odcinku specjalnym, a ostatni, 22. odcinek, został z tego powodu odwołany. W trzech z czterech ostatnich rajdów sezonu 2006 Sordo zdobywał punkty. W Rajdzie Turcji był siódmy, w Rajdzie Nowej Zelandii – piąty, a w Rajdzie Wielkiej Brytanii – siódmy. W sezonie 2006 zdobył łącznie 49 punktów i zajął 5. miejsce w klasyfikacji generalnej mistrzostw świata.

### 2007-2008

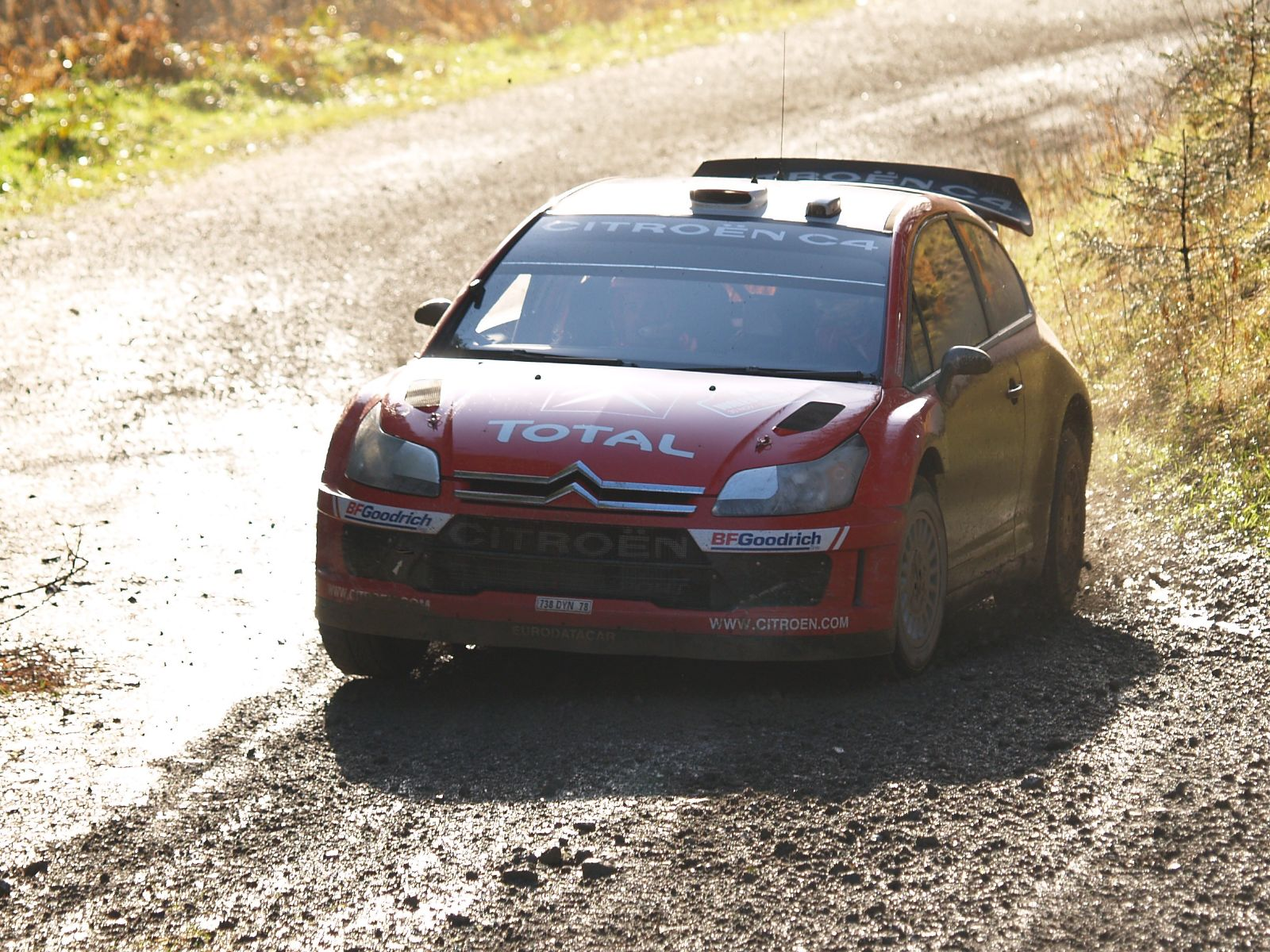
Daniel Sordo podczas Rajdu Wielkiej Brytanii 2007.

Przed sezonem 2007 Sordo został drugim po Sébastienie Loebie kierowcą fabrycznego zespołu Citroën Total World Rally Team i w sezonie miał startować nowym samochodem Citroëna, następcą Xsary WRC, Citroënem C4 WRC. Debiut Sordo w C4 WRC przypadł na styczniowy Rajd Monte Carlo. Zespół Citroëna odniósł podwójne zwycięstwo. Po raz pierwszy od 20 lat kierowcy debiutującego samochód zajęli dwa pierwsze miejsca na podium. Sordo był drugi i przegrał o 38,2 sekundy z Loebem. W kolejnych dwóch rajdach Sordo zajął jednak miejsca poza pierwszą dziesiątką i punktował dopiero w czwartym rajdzie sezonu, Rajdzie Meksyku, w którym zajął czwarte miejsce. Na przełomie marca i kwietnia w Rajdzie Portugalii Sordo zajął trzecią pozycję, za Loebem i Petterem Solbergiem. W Rajdzie Argentyny Hiszpan był szósty, a Rajd Sardynii ukończył na trzecim miejscu. Przegrał z dwoma kierowcami Forda, Finami Marcusem Grönholmem i Mikko Hirvonenem. Kolejne trzy rajdy były jednak dla Sordo nieudane. W Rajdzie Grecji dojechał na dwudziestej czwartej pozycji. W drugim dniu rajdu miał problemy ze skrzynią biegów i ukończył rajd dzięki systemowi SupeRally. Rajdu Finlandii i Rajdu Niemiec nie ukończył z powodu awarii samochodu. W Rajdzie Nowej Zelandii Sordo był szósty, a na początku października był bliski zwycięstwa w Rajdzie Katalonii, jednak ostatecznie przegrał o ponad 13 sekund z Sébastienem Loebem. W Rajdzie Korsyki Sordo zajął trzecią pozycję (za Loebem i Grönholmem), a w następnych dwóch rajdach zajmował drugie miejsce. W Rajdzie Japonii uległ jedynie Mikko Hirvonenowi, a w Rajdzie Irlandii – Loebowi. Dzięki zajęciu piątego miejsca w ostatnim rajdzie sezonu, Rajdzie Wielkiej Brytanii Sordo zakończył rok na czwartym miejscu w klasyfikacji generalnej kierowców. Zdobył 65 punktów.

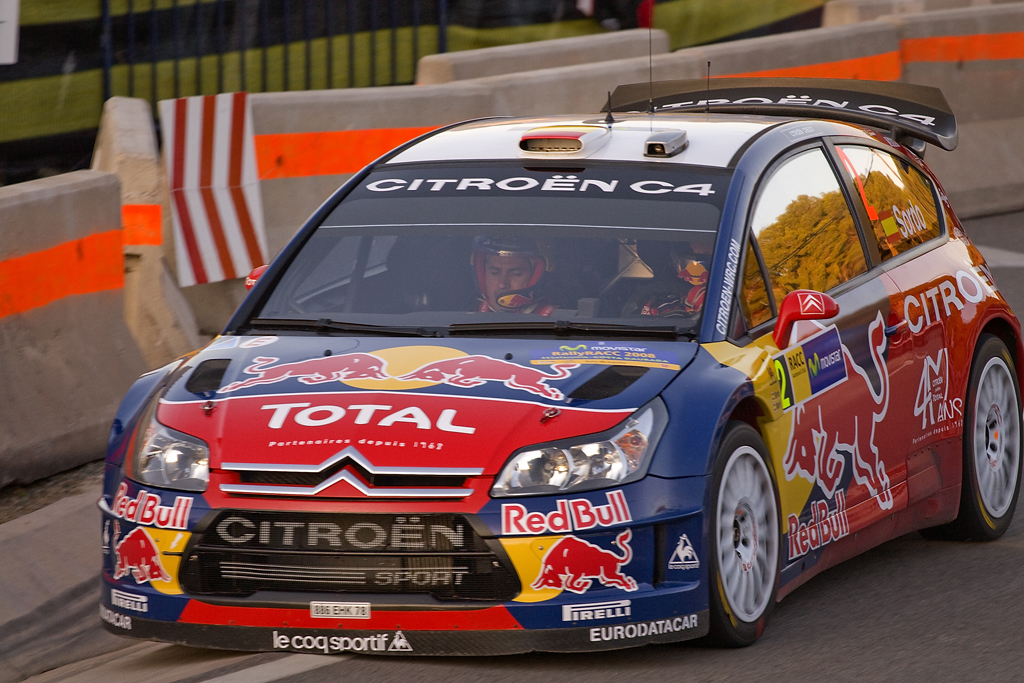
Daniel Sordo w Citroënie C4 WRC podczas Rajdu Katalonii 2008.

W pierwszych trzech rajdach sezonu 2008 Sordo zdobył 3 punkty, wszystkie w lutowym Rajdzie Szwecji. W Rajdzie Monte Carlo i Rajdzie Meksyku na skutek awarii zajmował miejsca poza pierwszą dziesiątką i kończył rajd tylko dzięki systemowi SupeRally. W Rajdzie Argentyny po raz pierwszy w sezonie stanął na podium. Zajął trzecie miejsce za Sébastienem Loebem i Chrisem Atkinsonem. Z kolei w kwietniowym Rajdzie Argentyny był drugi. Przegrał o ponad minutę z Mikko Hirvonenem. W kolejnych rajdach Sordo regularnie punktował. W Rajdzie Włoch był piąty, podobnie jak w następnym Rajdzie Grecji. Z kolei Rajd Turcji zakończył na czwartej pozycji. W lipcu 2008 wystartował w Finlandii, w rajdzie O.K. Auto-Ralli, w celu rozgrzewki przed nachodzącym Rajdem Finlandii. Imprezę tę wygrał i tym samym było to pierwsze zwycięstwo Sordo za kierownicą Citroëna C4 WRC. Pod koniec lipca wystartował w fińskim rajdzie i zajął w nim czwarte miejsce. W następnych trzech startach Sordo zajmował drugą lokatę i za każdym razem przegrywał jedynie z Sébastienem Loebem. W Rajdzie Francji, na trzecim odcinku specjalnym Sordo miał wypadek, uderzył w skarpę i wycofał się z rajdu. Następnego rajdu, Japonii, również nie ukończył, tym razem z powodu awarii turbosprężarki. W ostatnim rajdzie sezonu, Rajdzie Wielkiej Brytanii, Sordo był trzeci i przegrał z Loebem oraz Jarim-Mattim Latvalą. Dzięki temu wynikowi zakończył sezon na 3. miejscu w klasyfikacji generalnej z 65 zdobytymi punktami.

### 2009-2010

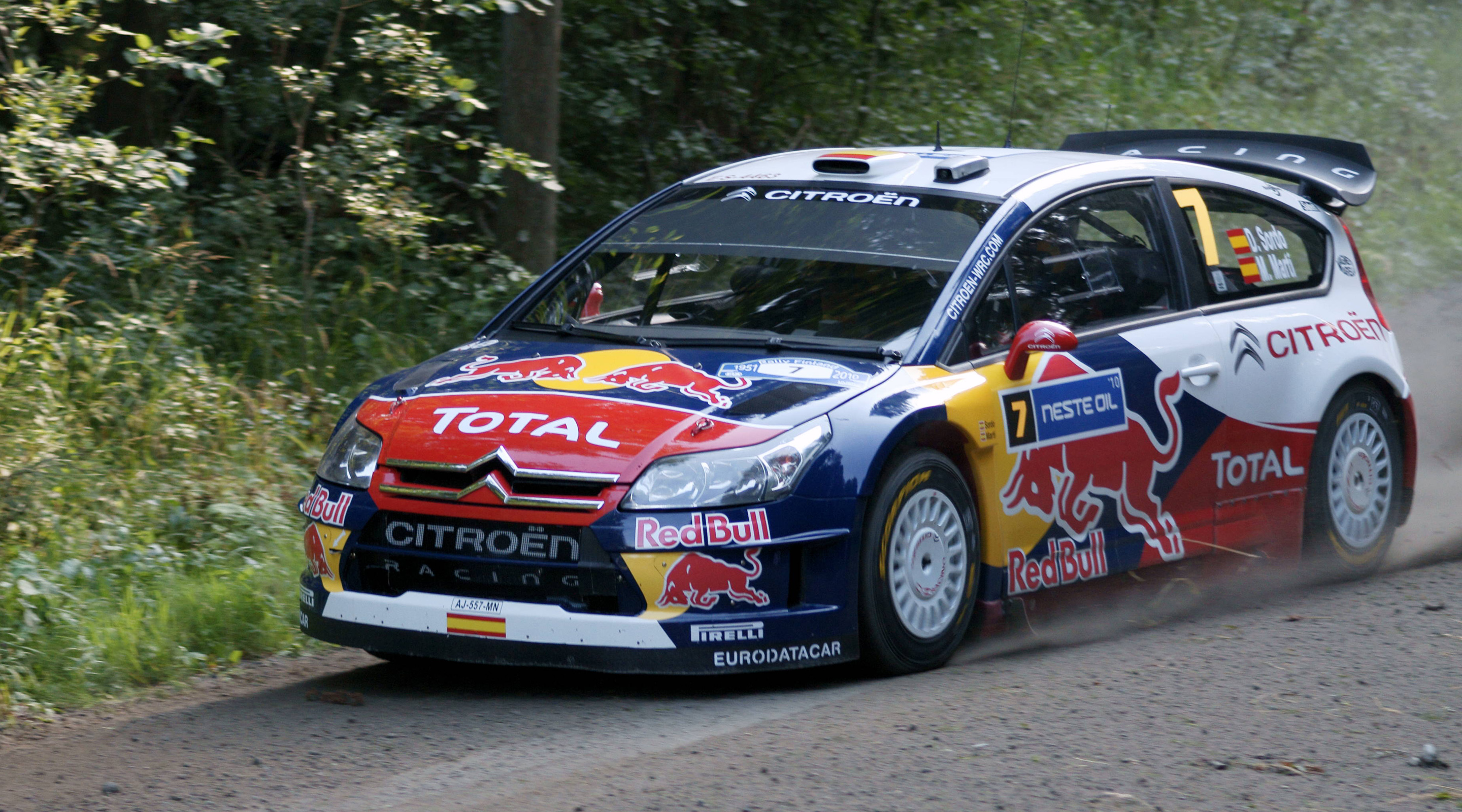
Daniel Sordo na trasie Rajdu Finlandii 2010.

Sezon 2009 Sordo rozpoczął od zajęcia drugiego miejsca w Rajdzie Irlandii, w którym przegrał tylko z Sébastienem Loebem. Następnie w Rajdzie Norwegii był piąty, a w Rajdzie Cypru przyjechał na czwartej pozycji. W kolejnych dwóch rajdach Hiszpan stanął na podium. W Rajdzie Portugalii zajął trzecie miejsce za Loebem i Hirvonenem. Z kolei w Rajd Argentyny 2009 był drugi za Loebem i w klasyfikacji generalnej awansował na drugą pozycję. Przez cały Rajd Włoch Sordo miewał problemy z samochodem, m.in. z turbosprężarką (na 13. odcinku specjalnym i zakończył rajd na dwudziestej drugiej pozycji. Swoje kolejne punkty w mistrzostwach świata Sordo zdobył w czerwcowym Rajdzie Polski. Do kończącego rajd superosesu w Mikołajkach był trzeci, jednak na nim Jari-Matti Latvala rozbił samochód o beczkę oleju, w związku z czym Sordo ukończył rajd na drugiej pozycji za Mikko Hirvonenem. W Rajdzie Finlandii Sordo był czwarty, a w każdym z ostatnich trzech rajdów sezonu 2009 stawał na podium: był trzeci w Rajdzie Australii (za Hirvonenem i Loebem), drugi w Rajdzie Katalonii (za Loebem) oraz trzeci w Rajdzie Wielkiej Brytanii (za Loebem i Hirvonenem). W całym sezonie 2009 zdobył 64 punkty i zajął trzecią pozycję w klasyfikacji generalnej mistrzostw świata.
Rok 2010 Sordo rozpoczął od startu w rajdzie mistrzostw Finlandii, Rajdu Arktycznego, w którym zwyciężył z przewagą ponad 6 minut nad drugim w klasyfikacji Kostim Katajamäkim. W swoim pierwszym starcie w mistrzostwach świata, w Rajdzie Szwecji, Sordo zajął czwartą pozycję. W Rajdzie Meksyku dojechał na czternastym miejscu z powodu kłopotów z samochodem, a w Rajdzie Jordanii był czwarty. Z kolei kwietniowego Rajdu Turcji nie ukończył na skutek awarii zawieszenia na 21. odcinku specjalnym. W Rajdzie Nowej Zelandii był piąty, a w kolejnych dwóch startach stanął na podium – był trzeci w Rajdzie Portugalii (za Sébastienem Ogierem i Sébastienem Loebem) oraz drugi w Rajdzie Bułgarii (za Loebem). W czerwcu kierownictwo zespołu Citroëna zadecydowało, iż kierowca Citroën Junior Team Sébastien Ogier będzie zdobywał punkty dla fabrycznego zespołu w trzech szutrowych rundach sezonu 2010, Sordo zostanie relegowany do juniorskiego teamu Citroëna, w którym miałby jeździć z Kimim Räikkönenem. W juniorskim zespole Citroëna Sordo po raz pierwszy pojechał w Rajdzie Finlandii i zajął w nim piątą pozycję. W sierpniu 2010 przed asfaltowym Rajdem Niemiec nowym pilotem Sordo został Diego Vallejo, który zastąpił Marca Martíego. Z nowym pilotem Sordo zajął drugie miejsce w  i przegrał tylko z Sébastienem Loebem. W szutrowym Rajdzie Japonii Sordo zajął czwarte miejsce. Rajd ten był drugim startem Hiszpana w barwach Citroën Junior Team. W kolejnych dwóch asfaltowych rajdach, Rajdzie Francji i Rajdzie Katalonii, Sordo dojechał odpowiednio na drugiej i trzeciej pozycji. Z kolei w ostatnim rajdzie sezonu, szutrowym Rajdzie Wielkiej Brytanii (trzecim w zespole Citroën Junior Team), był piąty. W sezonie 2010 zajął piąte miejsce w klasyfikacji generalnej mistrzostw świata. Zdobył 150 punktów.

### 2011: Mini WRC

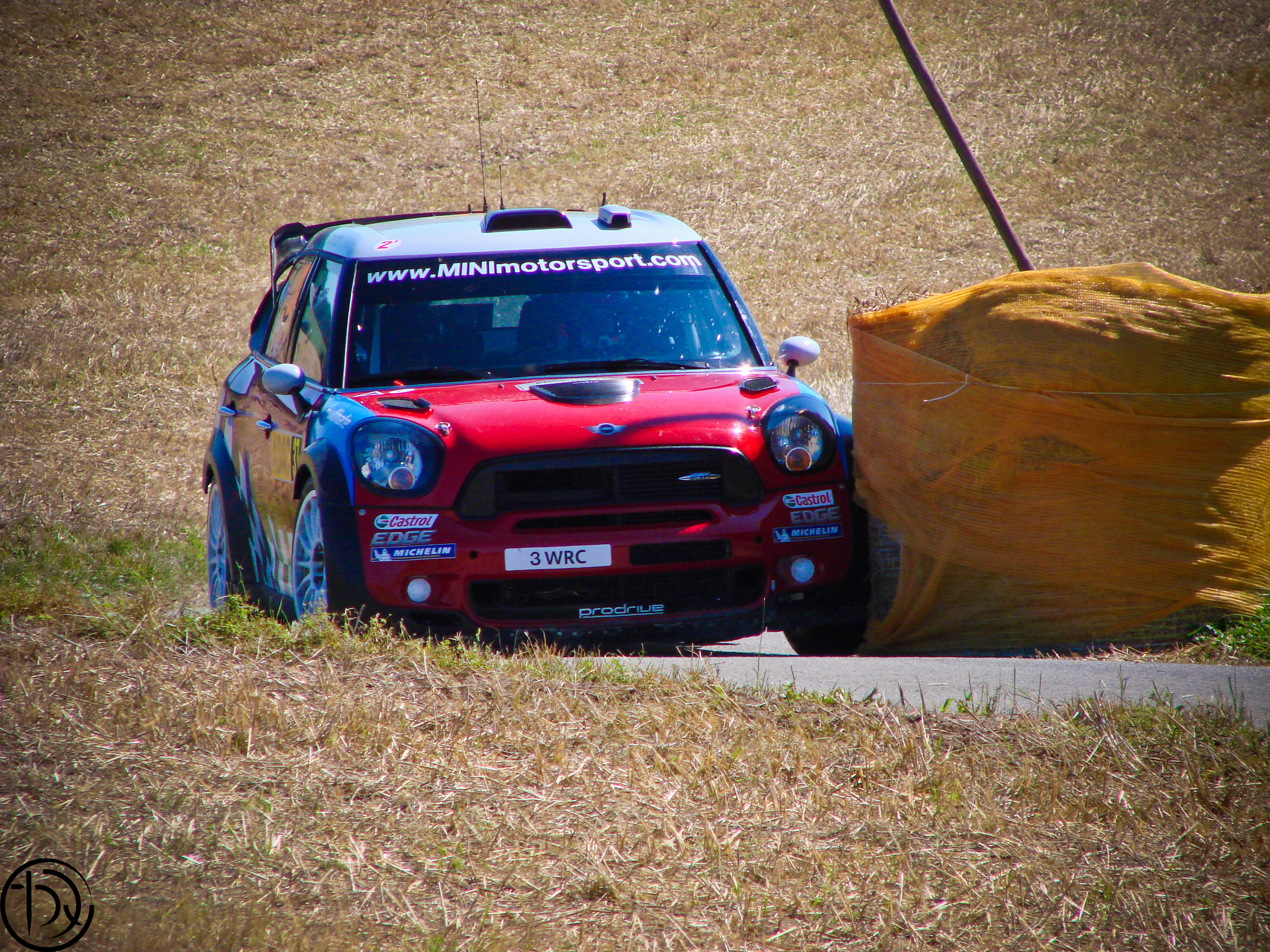
Daniel Sordo w Mini WRC podczas Rajdu Niemiec.

W styczniu 2011 roku Sordo podpisał kontrakt z nowo powstałym zespołem rajdowym Mini WRC Team, na starty samochodem MINI John Cooper Works WRC w sześciu rajdach sezonu 2011. W zespole Mini WRC został drugim kierowcą obok Brytyjczyka Krisa Meeke, a nowym pilotem Hiszpana został Carlos del Barrio. Swój debiut w zespole Mini zaliczył w maju, w Rajdzie Sardynii. W rajdzie tym zajął szóste miejsce. Rajdu Finlandii nie ukończył z powodu awarii samochodu. W sierpniu, w Rajdzie Niemiec, Sordo zajął trzecie miejsce za kierowcami zespołu Citroëna Sébastienem Loebem i Sébastienem Ogierem. Było to pierwsze podium zespołu Mini WRC w sezonie. Z kolei po pierwszym dniu Rajdu Francji Sordo prowadził, ale ostatecznie zakończył ten rajd na drugim miejscu za Sébastienem Ogierem. Do końca sezonu 2011 Sordo wystąpił jeszcze w dwóch rajdach mistrzostw świata, Rajdzie Katalonii (czwarte miejsce) oraz Rajdzie Wielkiej Brytanii (dziewiętnaste miejsce). W sezonie 2011 zdobył 59 punktów i zajął ósme miejsce w klasyfikacji generalnej mistrzostw. W 2012, Sordo kontynuował swoją współpracę z Mini WRC Team gdzie występował do końca sezonu. W Rajdzie Monte Carlo zdobył swoje pierwsze podium w sezonie finiszując na drugiej pozycji. Był to jednocześnie najlepszy jego start w sezonie. Do końca roku Sordo jeszcze trzy razy pojawił się w pierwszej dziesiątce na mecie zdobywając w całym sezonie 35 punktów i zajmując 11. miejsce w klasyfikacji generalnej. Poza występami w klasie WRC, Sordo pojawił się również na starcie Rajdu Korsyki 2012 klasy IRC, gdzie odniósł zwycięstwo. Zdobywając jednorazowo 25 punktów zapewnił sobie 15. miejsce w klasyfikacji generalnej.

### 2013-: Citroën Total World Rally Team

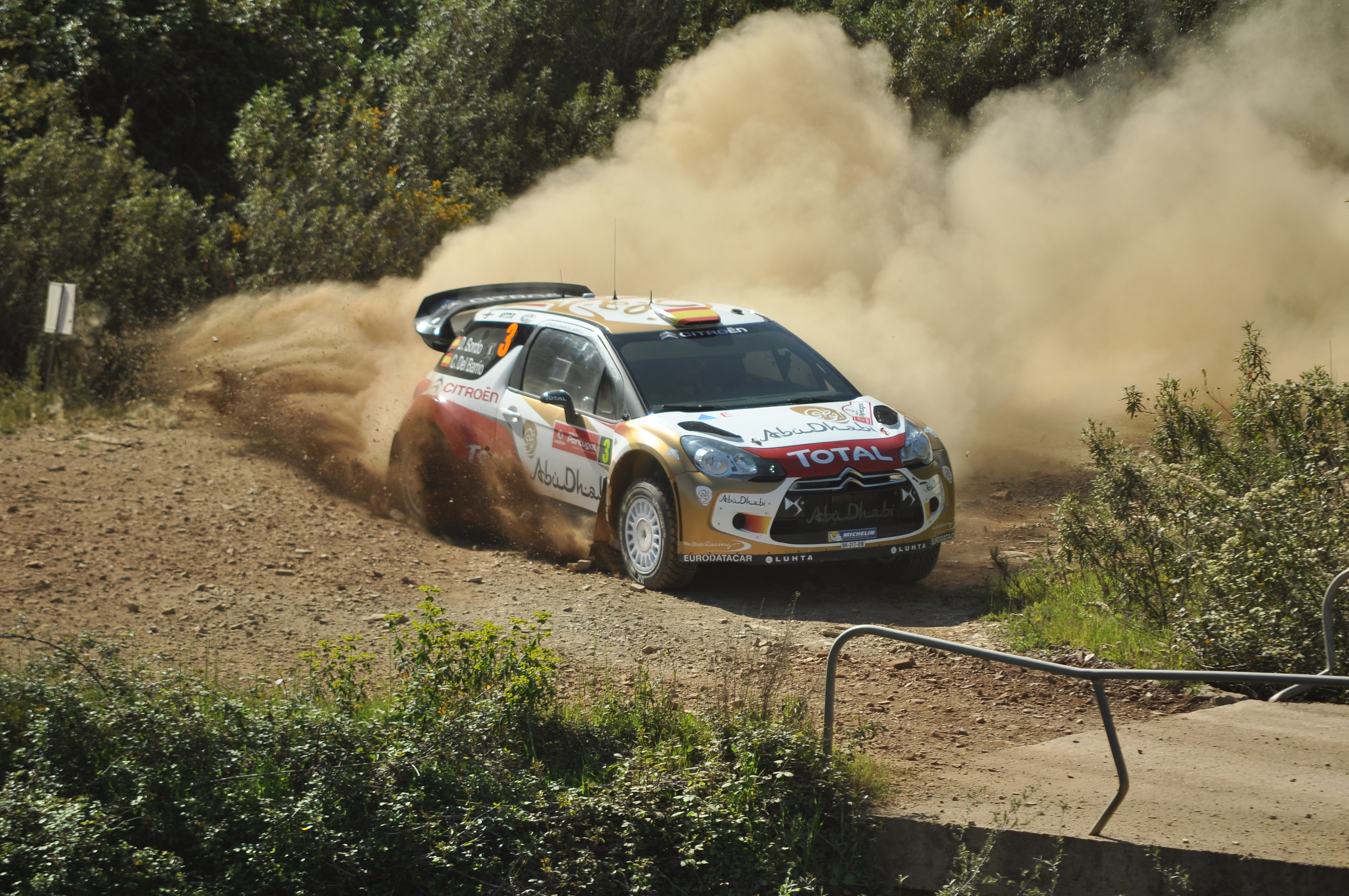
Daniel Sordo podczas Rajdu Portugalii 2013.

Pod koniec 2012 roku Citroën Total World Rally Team ogłosiło, że Dani Sordo zostanie partnerem Mikko Hirvonena w zbliżającym się sezonie 2013. Zespół poszukiwał kierowcy, który umożliwiłby zdobycie kolejnego tytułu Mistrza Świata mimo znacznego ograniczenia występów dotychczasowego lidera zespołu Sébastiena Loeba. Jednocześnie ogłoszono, że zarówno Hirvonen jak i Sordo będą mieli w zespole równy status. Już w pierwszej eliminacji RSMŚ 2013, w Rajdzie Monte Carlo 2013 Dani Sordo uplasował się na najniższym stopniu podium przegrywając jedynie z partnerem z zespołu Sébastienem Loebem oraz Sébastienem Ogierem. W Rajdzie Szwecji 2013 Sordo wypadł z trasy i nie ukończył wyścigu. Pierwszy etap kolejnej rundy Sordo zakończył na czwartym miejscu i utrzymał tę pozycję aż do mety. Zwyciężył również ostatni odcinek specjalny rajdu. Przed Rajdem Portugalii Sordo zwyciężył w sprincie Fafe Rally Sprint, w którym wzięli udział kierowcy przygotowujący się do zmagań kolejnej rundy eliminacji RSMŚ. Właściwy rajd potoczył się dla kierowcy następująco: Sordo wygrał pierwszego dnia wyścigu dwa odcinki specjalne i długo był wiceliderem rajdu. Jednak wskutek uszkodzenia samochodu musiał wycofać się z rozgrywek i ostatecznie zajął 12. pozycję. Podczas Rajdu Argentyny Sordo dachował dwa razy: za pierwszym razem, podczas pokazu w Buenos Aires, a za drugim – w trakcie trzeciego odcinka specjalnego, wskutek błędu pilota. Po wypadku załoga wróciła na tor z uszkodzonym wspomaganiem kierownicy. Sordo ostatecznie zajął 9. miejsce. Podczas Rajdu Akropolu Sordo zwyciężył szósty OS i ukończył wyścig na drugim stopniu podium, tuż za Jari-Matti Latvalą. Kolejne dwie rundy mistrzostw, Rajd Sardynii oraz Rajd Finlandii kierowca zakończył na odpowiednio 4. i 5. miejscu podczas gdy jego partner z zespołu Mikko Hirvonen Rajdu Włoch nie ukończył, a Rajd Finlandii zakończył na 4. miejscu. Wyniki te spotkały się z dużą dezaprobatą ze strony kierownictwa zespołu. Jednocześnie ogłoszono, że w Rajdzie Australii słabo spisującego się Sordo zastąpi Kris Meeke. W kolejnej rundzie hiszpański kierowca zwyciężył po raz pierwszy w karierze, odnosząc zwycięstwo w swoim 107. starcie w zawodach WRC. Było to również 13. z rzędu zwycięstwo zespołu Citroëna w Rajdzie Niemiec. Do 16. OS-u zawodów Sordo wyprzedzał drugiego w klasyfikacji Thierrego Neuville jedynie o 3 sekundy. Podczas ostatniego etapu Belg popełnił błąd i wypadł z trasy ostatecznie dojeżdżając do mety 53 sekundy za Hiszpanem.

## Życie prywatne
Ojciec Daniela Sordo, Daniel Sordo Cayuso był kierowcą wyścigowym. Startował między innymi w wyścigach górskich oraz lokalnych rajdach. Jest właścicielem jednego z największych torów kartingowych w Hiszpanii o nazwie Las Rocas. Sordo mieszka w miejscowości Puente San Miguel w Kantabrii.
Największym idolem rajdowym Daniela Sordo jest jego rodak Jesús Puras. Sordo ceni sobie również osoby Luísa Climenta, Carlosa Sainza oraz Colina McRae.

## Zwycięstwa w rajdach WRC[91]
| # | Rajd              | Sezon | Pilot             | Samochód              |
| - | ----------------- | ----- | ----------------- | --------------------- |
| 1 | 31. Rajd Niemiec  | 2013  | Carlos del Barrio | Citroën DS3 WRC       |
| 2 | 16. Rajd Sardynii | 2019  | Carlos del Barrio | Hyundai i20 Coupe WRC |
| 3 | 17. Rajd Sardynii | 2020  | Carlos del Barrio | Hyundai i20 Coupe WRC |

## Starty w rajdach WRC
| Sezon | Zespół                                                | Samochód                                      | 1       | 2         | 3          | 4             | 5         | 6         | 7       | 8         | 9         | 10              | 11              | 12              | 13              | 14              | 15 | 16        | Punkty | Miejsce |
| ----- | ----------------------------------------------------- | --------------------------------------------- | ------- | --------- | ---------- | ------------- | --------- | --------- | ------- | --------- | --------- | --------------- | --------------- | --------------- | --------------- | --------------- | -- | --------- | ------ | ------- |
| 2003  | Dani Sordo                                            | Mitsubishi Lancer Evo VII                     | Monako  | Szwecja   | Turcja     | Nowa Zelandia | Argentyna | Grecja    | Cypr    | Niemcy    | Finlandia | Australia       | Włochy          | Francja         | 18              | Wielka Brytania |    |           | 0      | -       |
| 2004  | Dani Sordo                                            | Mitsubishi Lancer Evo VII Citroën C2 S1600    | Monako  | Szwecja   | Meksyk     | Nowa Zelandia | Cypr      | Grecja    | Turcja  | NU        | Finlandia | 19              | Japonia         | Wielka Brytania | Włochy          | 13              | 20 | Australia | 0      | -       |
| 2005  | Dani Sordo                                            | Citroën C2 S1600                              | 15      | Szwecja   | Meksyk     | Nowa Zelandia | 17        | Cypr      | Turcja  | NU        | Argentyna | 15              | 13              | Wielka Brytania | Japonia         | 15              | 12 | Australia | 0      | -       |
| 2006  | Kronos Total Citroën WRT                              | Citroën Xsara WRC                             | 8       | 16        | 4          | 2             | 3         | 5         | 3       | 6         | 2         | NU              | DK              | NU              | 7               | 23              | 5  | 7         | 49     | 5.      |
| 2007  | Citroën Total WRT                                     | Citroën C4 WRC                                | 2       | 12        | 25         | 4             | 3         | 6         | 3       | 24        | NU        | NU              | 6               | 2               | 3               | 2               | 2  | 5         | 65     | 4.      |
| 2008  | Citroën Total WRT                                     | Citroën C4 WRC                                | 11      | 6         | 16         | 3             | 2         | 5         | 5       | 4         | 4         | 2               | 2               | 2               | NU              | DK              | 3  |           | 65     | 3.      |
| 2009  | Citroën Total WRT                                     | Citroën C4 WRC                                | 2       | 5         | 4          | 3             | 2         | 22        | 11      | 2         | 4         | 3               | 2               | 3               |                 |                 |    |           | 64     | 3.      |
| 2010  | Citroën Total WRT Citroën Junior Team                 | Citroën C4 WRC                                | 4       | 14        | 4          | NU            | 5         | 3         | 2       | 5         | 2         | 4               | 2               | 3               | 5               |                 |    |           | 150    | 5.      |
| 2011  | Mini WRC Team                                         | Mini John Cooper Works WRC                    | Szwecja | Meksyk    | Portugalia | Jordania      | 6         | Argentyna | Grecja  | NU        | 3         | Australia       | 2               | 4               | 20              |                 |    |           | 59     | 8.      |
| 2012  | Mini WRC Team Prodrive WRC Team Ford World Rally Team | Mini John Cooper Works WRC Ford Fiesta RS WRC | 2       | NU        | Meksyk     | 11            | NU        | Grecja    | 6       | Finlandia | 9         | Wielka Brytania | NU              | Włochy          | 9               |                 |    |           | 35     | 11.     |
| 2013  | Citroën Total Abu Dhabi WRT                           | Citroën DS3 WRC                               | 3       | NU        | 4          | 12            | 9         | 2         | 4       | 5         | 1         | Australia       | 2               | NU              | 7               |                 |    |           | 123    | 5.      |
| 2014  | Hyundai Shell World Rally Team                        | Hyundai i20 WRC                               | NU      | Szwecja   | Meksyk     | NU            | NU        | Włochy    | Polska  | Finlandia | 2         | Australia       | 4               | 5               | Wielka Brytania |                 |    |           | 40     | 10.     |
| 2015  | Hyundai Motorsport Hyundai Motorsport N               | Hyundai i20 WRC                               | 6       | WD        | 5          | 5             | 6         | 20        | 10      | 11        | 4         | 8               | 7               | 3               | 4               |                 |    |           | 89     | 8.      |
| 2016  | Hyundai Motorsport Hyundai Motorsport N               | Hyundai i20 WRC                               | 6       | 6         | 4          | 4             | 4         | 4         | NU      | WD        | 2         | [ 92 ]          | 7               | 2               | 6               | 5               |    |           | 130    | 5.      |
| 2017  | Hyundai Motorsport                                    | Hyundai i20 Coupe WRC                         | 4       | 4         | 8          | 3             | 8         | 3         | 12      | 4         | 9         | 34              | 15              | 10              | Australia       |                 |    |           | 95     | 6.      |
| 2018  | Hyundai Shell Mobis WRT                               | Hyundai i20 Coupe WRC                         | NU      | Szwecja   | 2          | 4             | 3         | 4         | Włochy  | Finlandia | NU        | Turcja          | Wielka Brytania | 5               | Australia       |                 |    |           | 71     | 9.      |
| 2019  | Hyundai Shell Mobis WRT                               | Hyundai i20 Coupe WRC                         | Monako  | Szwecja   | 9          | 4             | 6         | Chile     | 23      | 1         | Finlandia | 5               | 5               | Wielka Brytania | 3               | Australia       |    |           | 89     | 8.      |
| 2020  | Hyundai Shell Mobis WRT                               | Hyundai i20 Coupe WRC                         | Monako  | Szwecja   | NU         | Estonia       | Turcja    | 1         | 3       |           |           |                 |                 |                 |                 |                 |    |           | 42     | 8.      |
| 2021  | Hyundai Shell Mobis WRT                               | Hyundai i20 Coupe WRC                         | 5       | Finlandia | Chorwacja  | 2             | 17        | 12        | Estonia | Belgia    | 4         | Finlandia       | 3               | Włochy          |                 |                 |    |           | 63     | 8.      |
| 2022  | Hyundai Shell Mobis WRT                               | Hyundai i20 N Rally1                          | Monako  | Szwecja   | Chorwacja  | 3             | 3         | Kenia     | Estonia | Finlandia | Belgia    | 3               | Nowa Zelandia   | 5               | NU              |                 |    |           | 59     | 8.      |
| 2023  | Hyundai Shell Mobis WRT                               | Hyundai i20 N Rally1                          | 7       | Szwecja   | 5          | Chorwacja     | 2         | NU        | 5       | Estonia   | Finlandia | 3               | Chile           | Unia Europejska | NU              |                 |    |           | 63     | 8.      |
| 2024  | Hyundai Shell Mobis WRT                               | Hyundai i20 N Rally1                          | Monako  | Szwecja   | Kenia      | Chorwacja     | 5         | 3         | Polska  | Łotwa     | Finlandia | 2               | Chile           | Unia Europejska | Japonia         |                 |    |           | 44     | 9.      |

| 1. miejsce | 2. miejsce | 3. miejsce | Punktowane miejsce | Niepunktowane miejsce | Nie ukończył | Wykluczony | Nie wystartował | Nie brał udziału |

### Starty w JWRC
| Sezon | Zespół     | Samochód         | 1     | 2   | 3     | 4      | 5     | 6     | 7     | 8     | 9 | Punkty | Miejsce |
| ----- | ---------- | ---------------- | ----- | --- | ----- | ------ | ----- | ----- | ----- | ----- | - | ------ | ------- |
| 2005  | Dani Sordo | Citroën C2 S1600 | MCO 4 | MEX | ITA 1 | GRE NU | FIN 1 | DEU 1 | FRA 2 | ESP 1 |   | 53     | 1.      |